# تشارلز إدوارد برايس
تشارلز إدوارد برايس (بالإنجليزية: Charles Edward Price)‏ هو سياسي بريطاني (وحمل سابقاً جنسية المملكة المتحدة لبريطانيا العظمى وأيرلندا)، ولد في 1857، وتوفي في 7 يوليو 1934. حزبياً، نشط في الحزب الليبرالي. في الانتخابات العامة في المملكة المتحدة 1906 ‏، انتخب عضو برلمان المملكة المتحدة الـ28 عن دائرة إدنبرة الوسطى ‏ (12 يناير 1906 – 10 يناير 1910) وفي الانتخابات العمومية البريطانية في يناير 1910 ‏، انتخب عضو برلمان المملكة المتحدة الـ29 عن دائرة إدنبرة الوسطى ‏ (15 يناير 1910 – 28 نوفمبر 1910) وفي الانتخابات العمومية البريطانية في ديسمبر 1910 ‏، انتخب عضو برلمان المملكة المتحدة الـ30 عن دائرة إدنبرة الوسطى ‏ (3 ديسمبر 1910 – 25 نوفمبر 1918).